# San Juan (metropolitana di Buenos Aires)
San Juan è una stazione della linea C della metropolitana di Buenos Aires.
Si trova sotto calle Bernardo de Irigoyen, presso l'intersezione con avenida San Juan, nel barrio di Constitución.
La stazione è stata proclamata monumento storico nazionale il 16 maggio 1997.

## Storia
La stazione è stata inaugurata il 9 novembre 1934, quando fu aperto al traffico il primo segmento della linea C compreso tra Diagonal Norte e Constitución. L'interno è decorato con una serie di ceramiche illustrate con paesaggi spagnoli e realizzate nel 1934 da N. C. Montalván.

## Interscambi
Nelle vicinanze della stazione effettuano fermata diverse linee di autobus urbani ed interurbani.
- Fermata autobus

## Servizi
La stazione dispone di:
- Biglietteria a sportello
- Biglietteria automatica